# Willem Huart
Willem Huart (Bergen op Zoom, gedoopt 5 november 1755 - aldaar, 20 juli 1824) was een politicus, vrijmetselaar, patriot en lid van het Bergse comité revolutionair. Hij was van beroep koopman en looier.
Willem Huart was een zoon van Niklaas Huart, raadsman in de brede raad, en Anna Maria van Heimberg. Hij trouwde in 1784 met Cornelia Kroon (1761-1829).

## Politieke carrière
- Net zoals zijn vader en schoonvader was hij van 1792 tot 1793 raadsman in de brede raad.
- Hij had in de periode 1790-1797 zes jaar zitting in het bestuur van het gilde van de Meersche.
- Vanaf de oprichting op 16 juli 1791 lid, van 1 november 1791 tot 6 november 1792 secretaris, van 1 augustus 1793 tot 12 maart 1795 bestuurslid, van 6 februari 1794 tot 1 mei 1794 voorzitter en van 2 april 1795 tot 2 maart 1797 penningmeester van het Bergse nutsdepartement.
- Ten tijde van de omwenteling te Bergen op Zoom was hij waarschijnlijk lid van de Burgersociëteit "De Eendracht".
- Hij werd 14 april 1795 tot municipaliteitslid gekozen en legde 16 april 1795 de eed af.
- Hij werd 1804 aangesteld tot lid van de plaatselijke schoolcommissie in het Bataafsch Gemeenebest.

Hij was ook actief binnen de Bergse vrijmetselaarsloge, waar hij geciteerd is in het jaar 1799.